# Diputació Provincial de La Corunya
La Diputació Provincial de La Corunya, en gallec Deputación da Coruña, és una institució pública que presta serveis directes als ciutadans i dona suport tècnic, econòmic i tecnològic als ajuntaments dels 94 municipis de la província de La Corunya, en la comunitat autònoma de Galícia. A més, coordina alguns serveis municipals i organitza serveis de caràcter supramunicipal. Té la seu central a la ciutat de La Corunya.

## Història
La Diputació de La Corunya va ser creada l'any 1836, a conseqüència de l'organització d'Espanya en províncies. En aquella època va exercir competències en matèria d'obres públiques, educació, beneficència, així com funcions intermèdies entre els municipis i l'administració de l'estat.
L'any 1979 es va constituir com a organisme democràtic a l'una del procés de transició que es desenvolupava a Espanya.

## Composició
Integren la Diputació Provincial, com a òrgans de govern d'aquesta, el President, els Vicepresidents, la Corporació, el Ple i les Comissions informatives. El Ple està format per 31 diputats amb la representació segons els partits sorgida de les eleccions municipals espanyoles.

### Presidents històrics
- 1979-1987: Enrique Marfany Oanes (UCD)
- 1987-1989: José Manuel Romay Beccaría (PP)
- 1989-1995: Jesús Salvador Fernández Moreda (PSOE)
- 1995-1999: Augusto César Lendoiro (PP)
- 1999-2003: José Luis Torres Colomer (PP)
- 2003-2011: Jesús Salvador Fernández Moreda (PSOE)
- 2011-2015: Diego Calvo Pouso (PP)